# Emil-Edwin Reinert

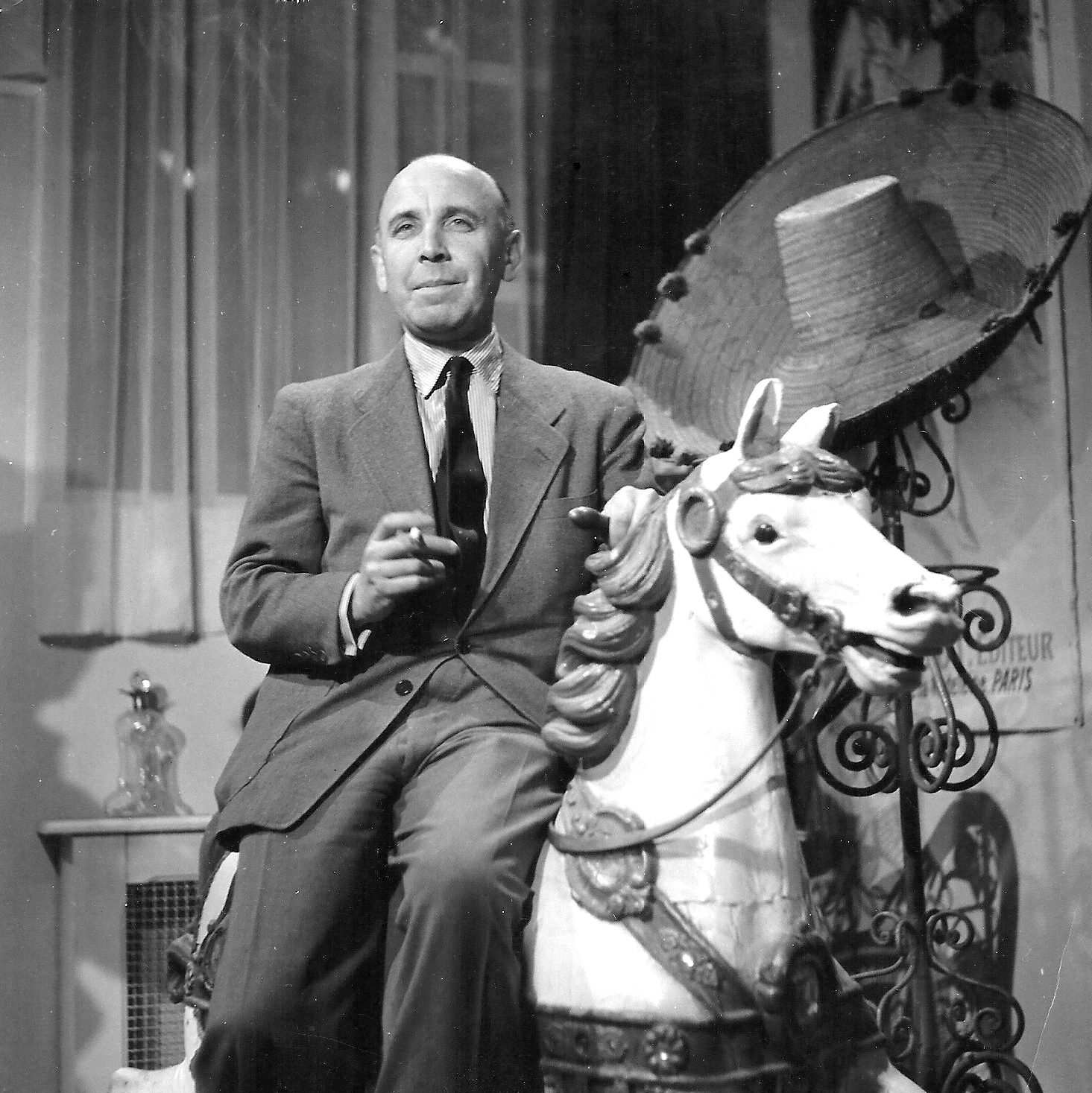
Reinert bei Dreharbeiten

Emil-Edwin Reinert (* 16. März 1903 in Rawa Ruska, Galizien, Österreich-Ungarn; † 17. Oktober 1953 in Paris) war ein französischer Filmregisseur, Produzent, Drehbuchautor und Toningenieur ursprünglich österreichisch-ungarischer Herkunft.
Reinert war in Frankreich, in Großbritannien, in der Schweiz und in Österreich tätig. Sein Werk umfasste Koproduktionen mit Österreich, Frankreich, Italien, Westdeutschland, Russland, Großbritannien und die Vereinigten Staaten einbezogen.

## Leben und Werk
Emil-Edwin Reinert wuchs als Sohn eines Gutsbesitzers und Konservenfabrikanten in Galizien auf, welches 1919 ein Teil Polens wurde. Er besuchte in Lublin das Gymnasium und ging nach dem Abitur im Jahr 1926 nach Frankreich, um Chemiker zu werden. Er schrieb sich für ein vierjähriges Studium am Polytechnischen Institut von Grenoble ein und wurde Elektrotechniker. Die Ausbildung war als „Physik der Elektrizität“ grundsätzlich auf die industrielle Anwendung ausgerichtet. Anschließend arbeitete Reinert auf Korsika und in Marrakesch als Ingenieur am Bau von Elektrizitätsnetzen.
Ende der 1920er Jahre kehrte er nach Frankreich zurück und kam hier erstmals mit dem Medium Film in Berührung. Als gelernter Elektrotechniker machte er beim damals neuen Tonfilm rasch Karriere und avancierte durch die praktische Anwendung des Western Electric Sound Systems (ein Lichttonverfahren) in Frankreich zu einem der ersten Toningenieure Europas. Dadurch wurde er von Louis Mercanton, Alexander Korda und Léon Poirier als Cheftontechniker engagiert und so nach und nach an das Filmemachen herangeführt. Im Alter von 29 Jahren inszenierte E.E. Reinert im Jahr 1929 seinen ersten Kurzfilm in Paris und arbeitet in Folge mit jungen Schauspielern wie Paulette Dubost zusammen.

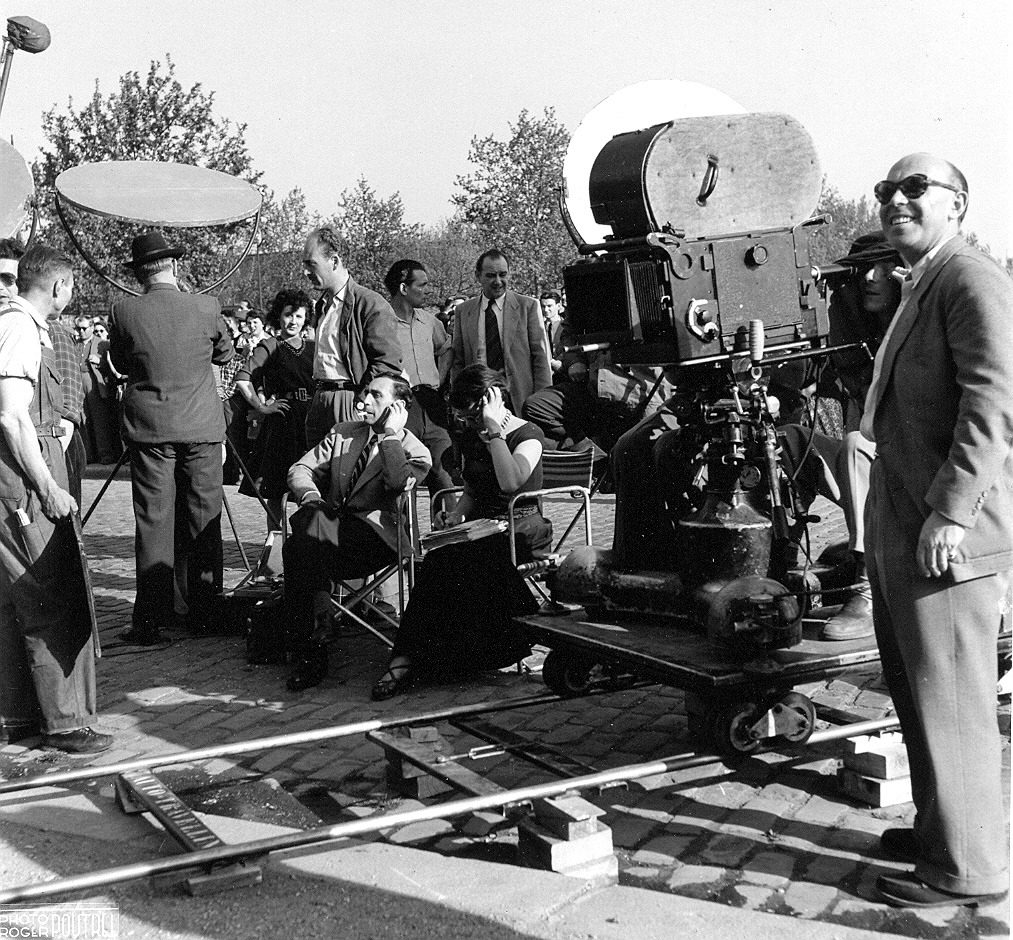
Emil Edwin Reinert (rechts) bei Dreharbeiten, um 1950

Nachdem er mehrere Dokumentar- und Kurzfilme realisierte, inszenierte er 1936 in London mit dem heiteren Musical Treachery on the High Seas mit Bebe Daniels und Ben Lyndon in den Hauptrollen seinen ersten Spielfilm. Ebenfalls 1936 wird ihm die Produktion von Gypsy Melody übertragen, einer Komödie mit Lupe Vélez in der Hauptrolle, deren Regisseur Edmond T. Greville war. Kurz vor der Veröffentlichung seines Films Le Danube bleu mit Madeleine Sologne in der Hauptrolle wird das Filmmaterial bei einem Brand im Kopierwerk von Saint-Cloud zerstört. Der Film wurde ab Anfang 1939 nochmals gedreht und erschien am 20. März 1940 in den Kinos des besetzten Frankreichs.
Zu des Beginns des Zweiten Weltkriegs befand sich Reinert in Paris und trat in die Polnische Exil-Armee ein, die unter französisch-polnischem Kommando stand. Im Juni 1940, auf dem Höhepunkt des Frankreichfeldzuges, wurde die 2. Schützendivision, der Reiner angehörte, in der Nähe von Belfort von deutschen Panzereinheiten aufgerieben. Während der Kämpfe verloren die Polen ca. 3.000 Mann und der im Rang eines Korporal dienende Reinert wurde verwundet und in der Nähe von Baume-les-Dames gefangen genommen. Dennoch gelang ihm zusammen mit anderen Kriegsgefangenen die Flucht und er erreichte unter Mühe die französisch-schweizerische Grenze bei Brémoncourt-Ocourt. Vom 21. Juni 1940 bis 1945 war Reinert in der Schweiz interniert, wo er in dieser Zeit einem Nachwuchsregisseur bei der Inszenierung Der doppelte Matthias und seine Töchter (1941) half. Diese Produktion wurde 2004 beim Locarno Film Festival präsentiert. 1945 erhielt Reinert die französische Staatsbürgerschaft und kehrte nach Frankreich zurück, wo er weiter als Filmregisseur arbeitete. Er drehte in diesen Jahren mehrmals mit Claude Dauphin und Dany Robin. Auch der junge Louis de Funés hatte in einer Inszenierung Reinerts einen seiner ersten Auftritte.
Das Jahr 1951 markierte einen Wendepunkt im Leben und Schaffen des Regisseurs, da in diesem Jahr nicht weniger als fünf Filme von ihm in die Kinos kamen, zwei auf Französisch und drei in deutscher Sprache. Am 1. März 1951 fand in London die Premiere des Episodenfilms Fünf Mädchen und ein Mann statt, mit einer von Reinert inszenierten Episode. In den Hauptrollen waren unter anderem Eva Bartok und Gina Lollobrigida zu sehen. Nun nahmen auch Produzenten aus der österreichischen und deutschen Filmindustrie Kontakt mit Reinert auf. Zwischen Januar 1949 und März 1950 unterzeichnete er drei Verträge für Filme in München und Wien. Der erste davon betraf die Produktion des ersten deutsch-französischen Films nach dem Krieg, des Versionenfilms Verträumte Tage. Die Dreharbeiten begannen im Herbst 1950 in Bayern bei Mittenwald, am Lautersee und in Garmisch-Partenkirchen mit einem Produzenten und Schauspielern für jede Sprachfassung. In den Hauptrollen der französischen Fassung spielten Margo Lion und Michel Auclair sowie in der deutschsprachigen Version Axel von Ambesser, O.W. Fischer und Margo Lion.
Zwischen 1950 und 1952 hielt sich Reinert mehrmals in Wien auf. Sein erster österreichischer Film Wien tanzt handelte vom Leben von Johann Strauß Vater. Anschließend inszeniert er den Historienfilm Maria Theresia mit Paula Wessely in der Hauptrolle, die den Film auch produziert. Die Dreharbeiten für den mit rund 5 Millionen Schilling veranschlagten Film fanden größtenteils im Schloss Schönbrunn statt und mit der Beteiligung von rund 2.000 Komparsen. Die Kritiken fielen jedoch gemischt aus.
Seine letzte Arbeit, der Film noir Abenteuer in Wien (1952), gilt als eines seiner besten Werke und war zugleich die erste österreichisch-amerikanische Koproduktion seit dem Ende des Stummfilms. Das Filmarchiv Austria bezeichnete den Film als: „ein kleines, heute fast vergessenes Meisterwerk des Film Noir.“.
Ein Jahr nach seiner Rückkehr aus Österreich starb Emil-Edwin Reinert in seinem Pariser Haus in der Avenue de Versailles im Alter von 50 Jahren an Nierenkrebs. Die Trauerfeier fand in der Kirche Notre-Dame-d’Auteuil statt, die Beisetzung erfolgte auf dem Friedhof von Bagneux.

## Privatleben
E.E. Reinert hatte am 12. Mai 1945 in Zürich die Violinisten Irène-Elisabeth Kaeser geheiratet, der Verbindung entstammte der Sohn Jean-Michel.
Der Regisseur sprach mehrere Sprachen, darunter Französisch, Englisch, Deutsch, Polnisch und hatte Kenntnisse in Italienisch und Russisch. Ab 1938 war er ein enger Freund des Komponisten Joe Hajos, des Drehbuchautors Gérard Carlier und des Psychiaters Josel Brezinski. Freundschaften pflegte er weiters zum Regisseur Ernst Neubach, dem Drehbuchautor und Produzent Jacques Companeez, der Sängerin Maria Stader sowie dem österreichischen Regisseur und Kameramann Helmuth Ashley.

## Filmografie
als Regisseur:
- 1930: Caïn, aventures des mers exotiques
- 1932: La machine à sous
- 1932: La Seine
- 1932: Les porcelaines de Limoges
- 1933: La tête de veau
- 1933: On déjeune à midi
- 1934: Une affaire garantie
- 1935: Nous serons toujours heureux
- 1935: Le siège arrière
- 1936: Treachery on the High Seas
- 1939: Le Danube bleu (auch Drehbuch)
- 1941: Der doppelte Matthias und seine Töchter
- 1946: Tombé du ciel
- 1947: L’Éventail
- 1947: Le destin s’amuse
- 1947: Les requins de Gibraltar
- 1950: Fandango
- 1949: Nacht der Liebe
- 1950: Rendez-vous avec la chance (auch Drehbuch)
- 1950: Dein Weg ist Dir bestimmt
- 1951: Fünf Mädchen und ein Mann (A Tale of Five Cities) (Co-Regie)
- 1951: Verträumte Tage (auch Drehbuch)
- 1951: Wien tanzt (auch Drehbuch)
- 1951: Maria Theresia
- 1952: Abenteuer in Wien[5]

als Produzent:
- 1936: Gipsy Melody – Regie: Edmond T. Gréville

als Drehbuchautor:
- 1950: Les mémoires de la vache Yolande – Regie: Ernst Neubach